# Minh Trí (phát thanh viên)
Minh Trí (1 tháng 2 năm 1945 – 31 tháng 3 năm 2022), tên đầy đủ là Nguyễn Minh Trí, phát thanh viên chương trình Thời Sự nổi tiếng, ông cùng với Kim Tiến là hai phát thanh viên đầu tiên của Đài Truyền hình Việt Nam được phong tặng danh hiệu Nghệ sĩ ưu tú.

## Sự nghiệp
Nguyễn Minh Trí sinh ngày 1 tháng 2 năm 1945, sau khi thi trượt Đại học ông được gọi vào học trường Sư phạm, ra trường được một thời gian ông phải đi làm phụ hồ, rửa cát sỏi kiếm sống. Khi tình hình giáo dục thiếu giáo viên, ông được gọi đi dạy học tại một ngôi trường cách nhà 20km. Sau một năm dạy lớp 1, ông được chuyển lên dạy cấp 2. Sau này ông trúng tuyển vào trường Điện ảnh nhưng nhà trường nơi ông công tác giữ không để ông đi, rồi ông thi vào làm phát thanh viên của Đài truyền hình Việt Nam vào năm 1971; thường xuyên dẫn chương trình Thời sự. Ông là một trong những người đầu tiên thuyết minh cho bộ phim Tây Du Ký vào cuối thập niên 1980 và đầu 1990.
Năm 1993, ông và Kim Tiến là hai Phát thanh viên đầu tiên được phong tặng danh hiệu Nghệ sĩ Ưu tú, ông nghỉ hưu năm 2005.

## Qua đời
Ông qua đời vào sáng ngày 31 tháng 3 năm 2022, sau thời gian nằm dài với Tai biến thọ 77 tuổi.